# Hanoverton

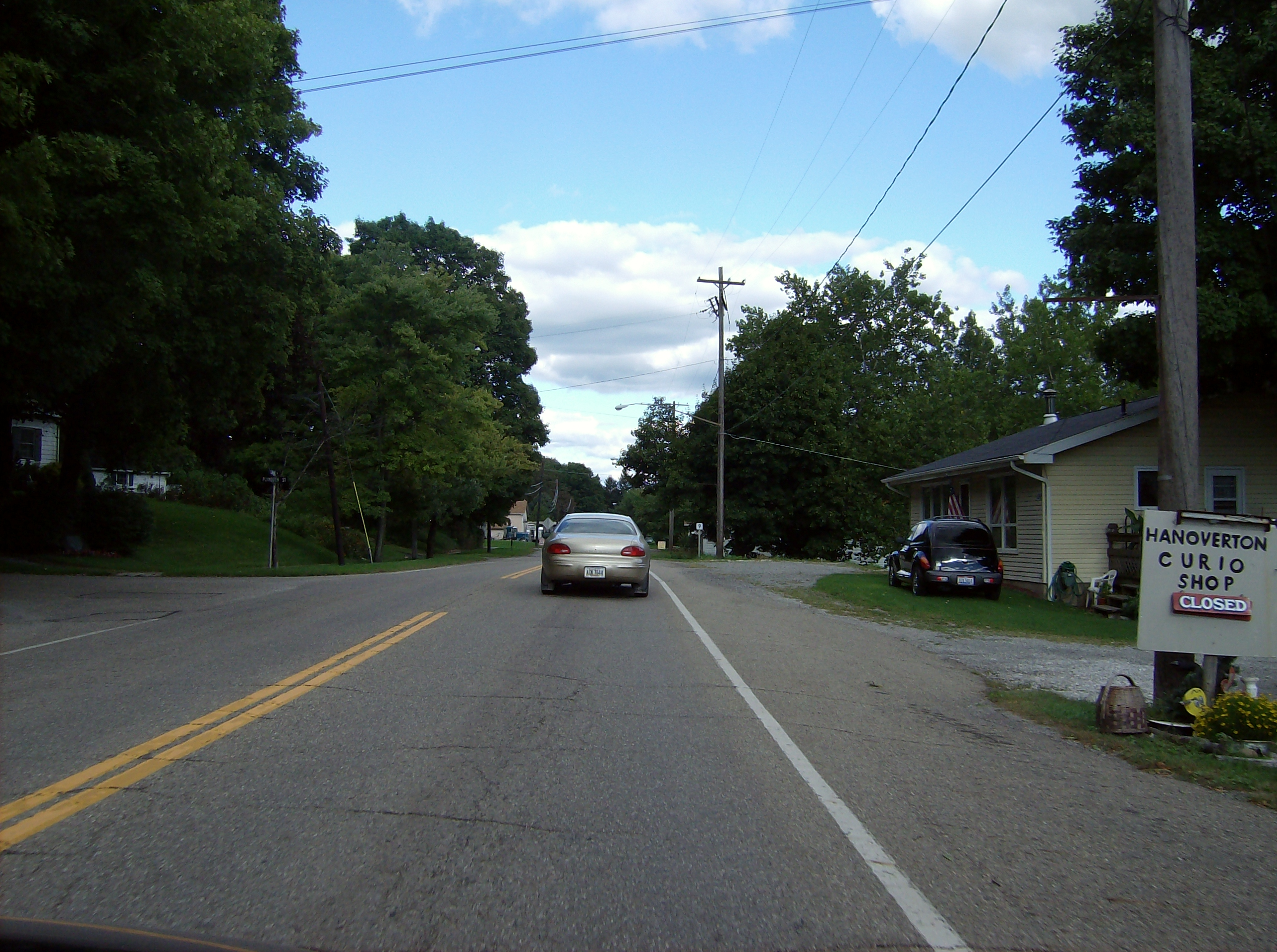
Droga wyjazdowa z Hanoverton (Route 30)

Hanoverton – wieś w USA, w hrabstwie Columbiana, w stanie Ohio. Miejscowość Hanoverton został założona w 1813 roku, a oficjalnie umieszczono ją na planach w roku 1836.

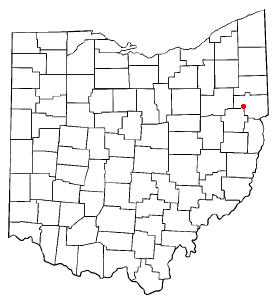
Hanoverton na planie stanu Ohio

W roku 2010, 23,8% mieszkańców było w wieku poniżej 18 lat, 8,1% było w wieku od 18 do 24 lat, 25% miało od 25 do 44 lat, 27,6% miało od 45 do 64 lat, 15,4% było w wieku 65 lat lub starszych. We wsi było 47,8% mężczyzn i 52,2% kobiet.
Liczba mieszkańców w 2010 roku wynosiła 408, a w roku 2012 wynosiła 400.

## Znani mieszkańcy
- Thomas Corwin Mendenhalla (1841–1924) – samouk, fizyk i meteorolog[3]
- Henry „Hy” Myers – gracz ligi MLB baseball (tam pochowany)[4]